# Kevin Rahm
Kevin Rahm (Mineral Wells, 7 januari 1971) is een Amerikaans acteur.
Rahm was lid van de Kerk van Jezus Christus van de Heiligen der Laatste Dagen en was als zendeling tussen 1990 en 1992 werkzaam in Frankrijk, Zwitserland, Mauritius en Réunion. Hij studeerde aan de Brigham Young University in Provo (Utah) en won in 1994 de Irene Ryan Award voor de beste studentenacteur. In 1996 stopte hij met zijn studie om zich volledig te richten op acteren.
Hij speelde gastrollen in meerdere televisieseries, waaronder Touched By An Angel (1996), Star Trek: Deep Space Nine (1999), Friends (2001), Grey's Anatomy (2005) en CSI: Crime Scene Investigation (2006).
Hij raakte bij een breder publiek bekend door zijn rol als Kyle McCarty, de neef van rechter Amy Gray, in Judging Amy (2001-2004). In 2007 werd hij geïntroduceerd als de homoseksuele Lee McDermott in Desperate Housewives.